# Volker W. Weidner
Volker W. Weidner (* 24. Dezember 1947 in Brilon) ist ein deutscher ehemaliger Politiker (CDU). Er war von 1999 bis 2004 hauptamtlicher Bürgermeister der nordrhein-westfälischen Kreisstadt Unna.

## Leben
1954 zog die Familie Weidner von Brilon nach Unna. Volker W. Weidner machte 1966 am Pestalozzi-Gymnasium Unna sein Abitur, danach studierte er an der Ruhr-Universität Bochum Rechtswissenschaft und an der Technischen Universität Dortmund auf Lehramt für Grund- und Hauptschule. Nach seinem 2. Staatsexamen arbeitete er im öffentlichen Schuldienst, zum Beispiel an der Gerhart-Hauptmann-Schule, einer Ganztagsschule für Spätaussiedler in Unna-Massen (siehe auch den Artikel zur Landesstelle für Aussiedler, Zuwanderer und ausländische Flüchtlinge in Nordrhein-Westfalen). Danach war er für mehr als 20 Jahre Lehrer und Abteilungsleiter in der Justizvollzugsanstalt Werl und der Justizvollzugsanstalt Schwerte.
Weidners Mutter war Ehrenvorsitzende der CDU Unna, seine Frau ist CDU-Kreistagsabgeordnete.

## Politischer Werdegang und Bürgermeisteramt
Als Wilhelm Dördelmann (SPD) Bürgermeister Unnas war, war Volker W. Weidner Vizebürgermeister. Weidner war von 1999 bis 2004 als Nachfolger von Wilhelm Dördelmann hauptamtlicher Bürgermeister von Unna. Seine Wahl war die erste Bürgermeisterwahl in Unna, die als Direktwahl durchgeführt worden war. Er unterlag 2004 nach einer Stichwahl seinem 1. Beigeordneten Werner Kolter (SPD).
Nach 39 Jahren Mitgliedschaft trat Volker Weidner 2009 aus der CDU aus.